# Betta miniopinna
Betta miniopinna је зракоперка из реда Perciformes и фамилије Osphronemidae. 

## Распрострањење
Ареал врсте је ограничен на једну државу. Индонезија је једино познато природно станиште врсте.

## Станиште
Станиште врсте су слатководна подручја. 

## Угроженост
Ова врста је крајње угрожена и у великој опасности од изумирања.